# Supercoppa belga 2024 (pallavolo femminile)
La Supercoppa belga 2024, 27ª edizione della Supercoppa nazionale femminile di pallavolo, si è svolta il 15 settembre 2024: al torneo hanno partecipato due squadre di club belga e la vittoria finale è andata per la tredicesima volta all'Asterix Avo.

## Formula
La formula ha previsto una gara unica.

## Squadre partecipanti
| Squadra     | Qualificazione                                     |
| ----------- | -------------------------------------------------- |
| Asterix Avo | Vincitrice Coppa del Belgio 2023-24/Liga A 2023-24 |
| Charleroi   | Finalista Coppa del Belgio 2023-24                 |

## Torneo
| 15 settembre 2024 Sportcentrum Schotte, Aalst Durata: 1h:45 - Spettatori: ? | Asterix Avo | 3 - 1 | Charleroi | 24-26, 25-21, 25-17, 25-22 |